# Doubraviidae
Doubraviidae – wymarła rodzina owadów z rzędu świerszczokaraczanów. W zapisie kopalnym znane są od cisuralu i gwadalupu w permie. Ich skamieniałości znajdowane się na terenie Rosji i Czech.
Były to średnich rozmiarów owady, o hipognatycnzej głowie i dużych oczach złożonych. Ich przedplecze otaczał rozszerzony na przedzie i niewcięty pierścień paranotalny. Tyla spośród par odnóży była najdłuższa. Przednie skrzydła były pozbawione międzykrywki, w ich użyłkowaniu sektor radialny brał początek w nasadowej ⅓ skrzydła i na wysokości tego miejsca pole kostalne było szersze od subkostalnego, a żyłka medialna zaczynała się rozgałęziać przed wspominanym miejscem. Pole między żyłkami kubitalnymi opatrzone było tylnymi odgałęzieniami przedniej żyłki kubitalnej.
Takson ten wprowadzony został w 2015 roku przez Daniła Aristowa. Należą tu następujące rodzaje:
- †Doubravia Kukalová, 1964
- †Iva Aristov, 2015
- †Koshelevka Aristov, 2015